# Scarborough (borough)
Scarborough – dawny dystrykt niemetropolitalny w hrabstwie North Yorkshire w Anglii. Utworzony 1 kwietnia 1974, zlikwidowany 1 kwietnia 2023; włączony do nowo utworzonej jednostki typu unitary authority North Yorkshire.

## Miasta
- Filey
- Robin Hood’s Bay
- Scarborough
- Whitby

## Inne miejscowości
Ainthorpe, Aislaby, Beck Hole, Borrowby, Botton, Briggswath, Brompton, Brompton-by-Sawdon, Broxa, Burniston, Castleton, Cayton, Cloughton, Commondale, Crowdon, Danby, East Ayton, Eastfield, Egton, Egton Bridge, Ellerby, Flixton, Folkton, Glaisdale, Goathland, Goldsborough, Gristhorpe, Grosmont, Hackness, Harwood Dale, Hinderwell, Houlsyke, Hunmanby, Hutton Buscel, Hutton Mulgrave, Irton, Knipe Point, Lealholm, Lebberston, Lythe, Mickleby, Muston, Newton Mulgrave, Osgodby, Primrose Valley, Ravenscar, Reighton, Roxby, Ruston, Ruswarp, Sandsend, Sawdon, Scalby, Seamer, Silpho, Sleights, Snainton, Sneaton, Speeton, Stainsacre, Staintondale, Staithes, Suffield, Ugthorpe, West Ayton, Westerdale, Wykeham.